# Furkan Özyapı
Furkan Özyapı (* 22. Februar 1999 im Kocaeli) ist ein türkischer Fußballspieler.

## Karriere
Özyapı begann Karriere in dem Jugendverein von Gölcükspor. Im Sommer 2021 wechselte er zu İnegölspor. Im Juni 2024 unterschrieb er einen Vertrag bei Kocaelispor. Wenige Wochen später wurde er für die Saison 2024/25 an Bursaspor ausgeliehen. In dieser Zeit absolvierte er 27 Pflichtspiele, erzielte zwei Tore.
Kurz nach der Vertragsauflösung bei Kocaelispor unterschrieb Özyapı einen Zweijahresvertrag beim Drittligisten Adana 01 FK.